# CpG
CpG, sekwencje CpG, motywy CpG – niemetylowane sekwencje CpG to fragmenty DNA bakterii rozpoznawane za pomocą receptora TLR9 przez komórki układu odpornościowego. Niemetylowane CpG są jednym z PAMP, stąd jest celem dla odpowiedzi odpornościowej nieswoistej.

## Klasy CpG
- CpG-A (nazywane także rodzajem D)  - stymuluje komórki pDC do produkcji INF-α
- CpG-B (znane również jako rodzaj K) - stymuluje limfocyty B
- CpG-C - działa na oba typy komórek